# On
O (О, о) este o literă a alfabetului chirilic, reprezentând caracterul latin O (О, о).
Numele popular al acestei litere este on, însemnând "el", sau "acel lucru" (versiunea masculină) în Slavona bisericească veche. Derivă din litera grecească omicron (Ο, ο).